# Denbantas
Denbantas is een bestuurslaag in het regentschap Tabanan van de provincie Bali, Indonesië. Denbantas telt 5512 inwoners (volkstelling 2010).